# 马亚克斯号事件

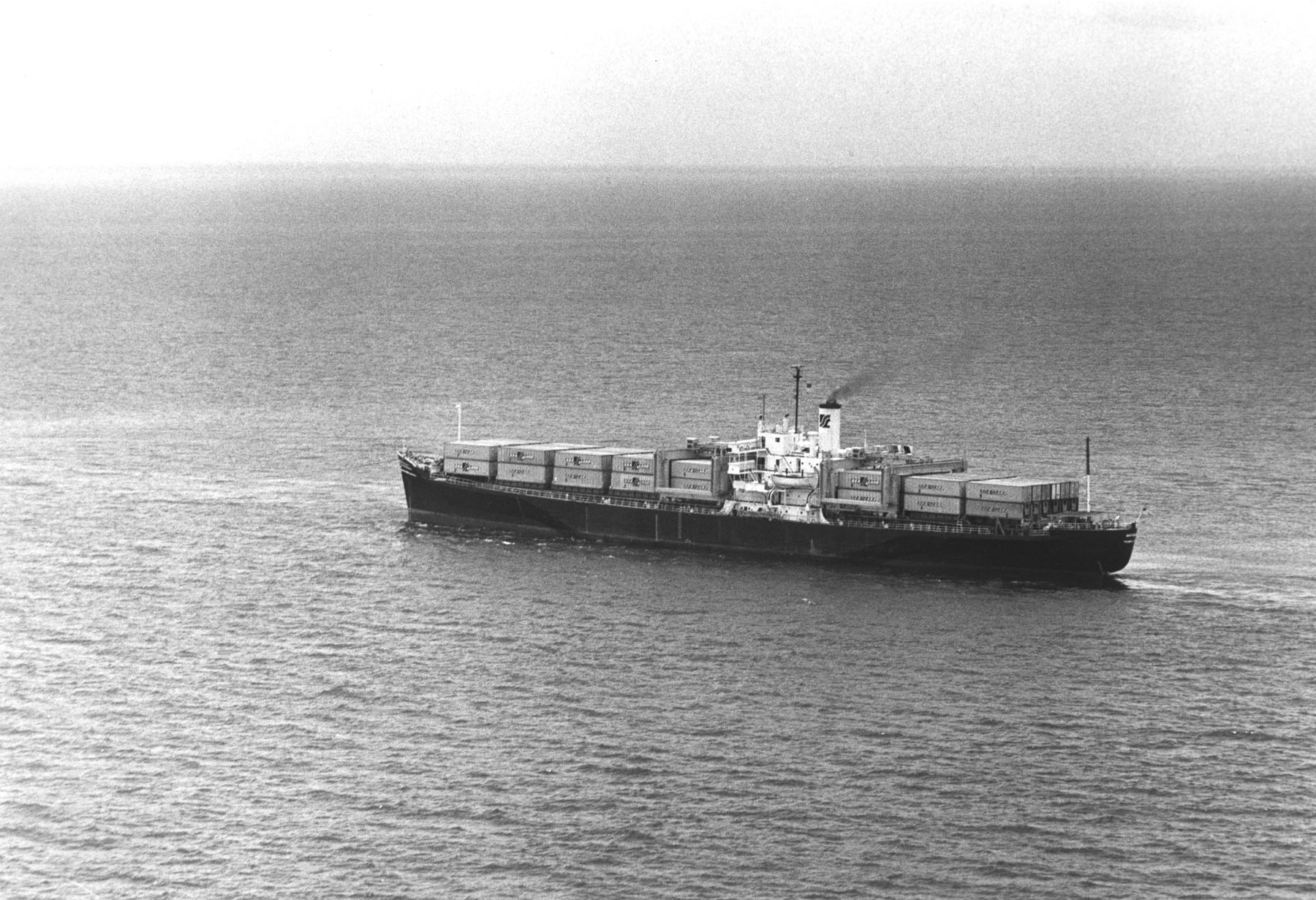
1975年的马亚克斯号

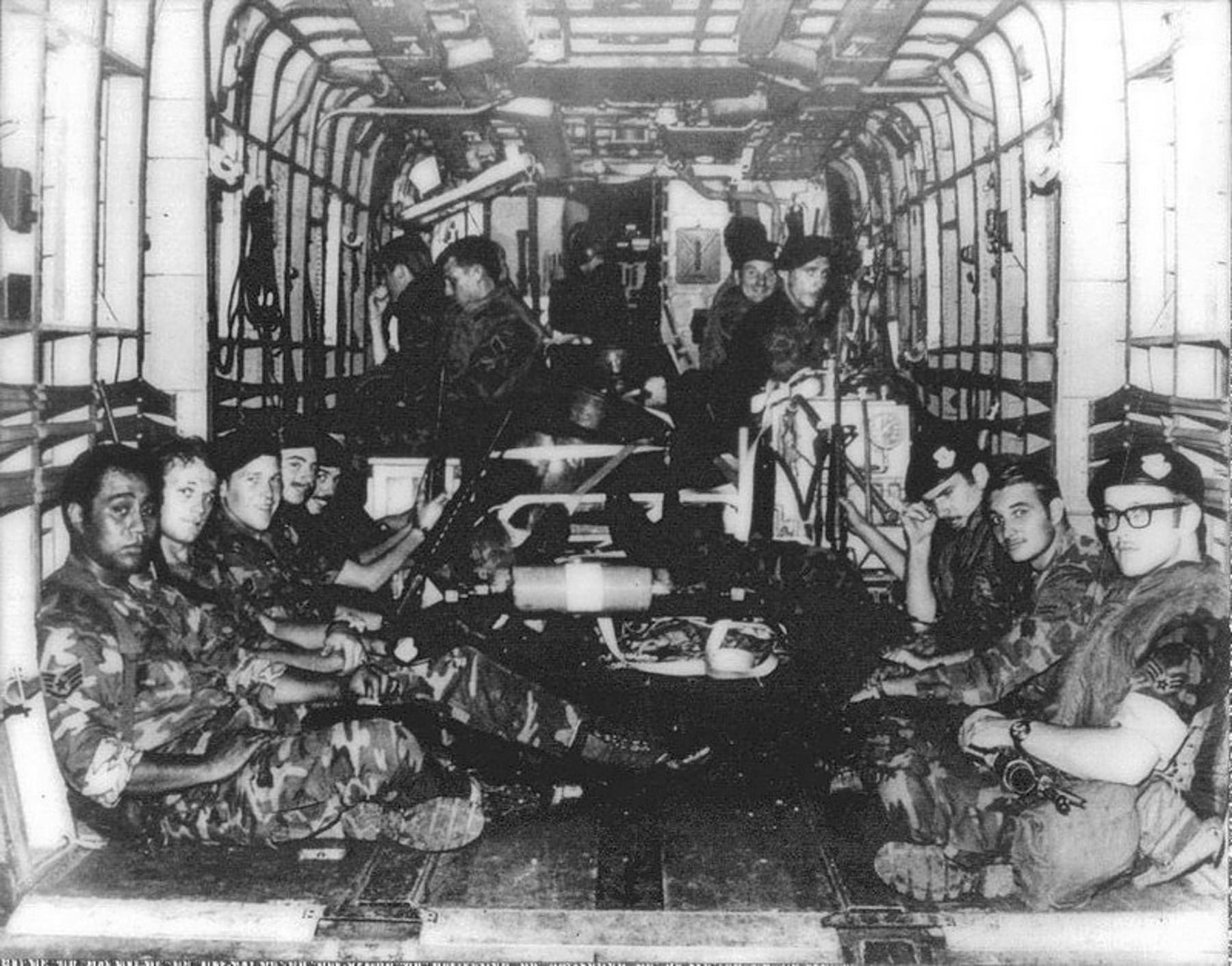
美军投入战斗的CH-53直升机

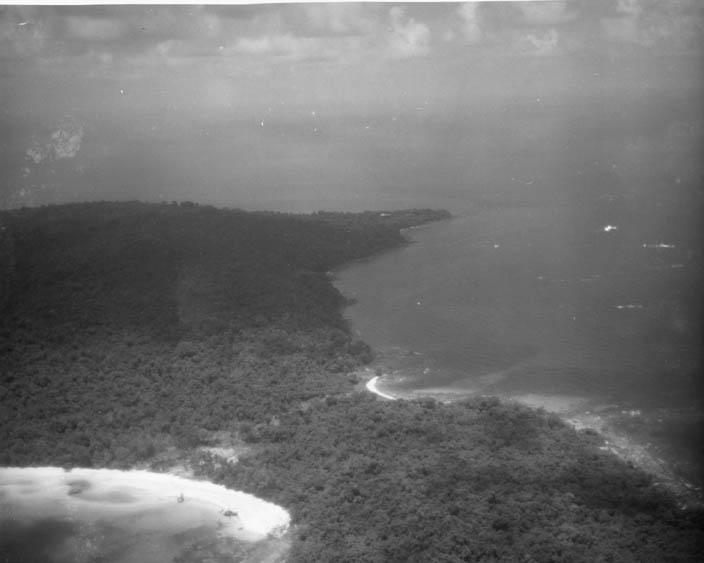
美国空军对通岛的侦察照片，左侧为东滩，右侧为西滩

马亚克斯号事件，是1975年5月12日至15日，美军解救一艘进入柬埔寨宣称12海里领海的美国商船马亚克斯号而发生的夺岛战斗。通岛是美国的越南战争最后一场战斗发生地，也是美军与红色高棉军队唯一的陆战。
1975年5月15日，美国海军陆战队搭乘美国空军的CH-53直升机突击柬埔寨的通岛，意图解救美国集装箱船马亚克斯号船员。
马亚克斯号在从香港至泰国的航行中，进入了柬埔寨宣称的90海里领海 (國際法領海僅為12海里) 而于1975年5月12日被扣留。通岛战斗发生时，马亚克斯号船员已经在柬埔寨陆地本土上，并不在通岛；并于5月14日被柬埔寨政府通过广播电台宣布释放，用一艘泰国渔船运到外海移交给美国军舰。但通岛战斗仍然按照原计划于5月15日打响。战斗中，柬埔寨军队的守岛人员击落3架CH-53“海上种马”大型直升机，美军陆战队员中15人阵亡，3人被红色高棉处决（美方说法）。美军估计柬埔寨有13-25名军人阵亡。5月13日，参与行动的一架美军CH-53直升机在泰国因机械故障坠毁，机上23名军人全数死亡，因此History Channel等媒体称这次事件美军共计死亡41人。

## 各国反应

### 柬埔寨
1975年5月15日，柬埔寨王国民族团结政府（即红色高棉政权）的新闻和宣传大臣、政府发言人符宁发表声明，揭露和谴责美国军队武装入侵、轰炸柬埔寨的威岛、通岛及附近领海。

### 越南
越南民主共和国政府（即北越河内政权）于1975年5月15日“强烈谴责”美军入侵通岛，并宣称
“并且坚决支持柬埔寨人民行使柬埔寨王国民族团结政府新闻宣传部一九七五年五月十五日公报所指出的保卫柬埔寨领土、领空、领海的不可侵犯的权利”。
1975年5月16日，越南南方共和国（即越南南方的“越共”政权）外交部发表声明支持柬埔寨抗击美军对通岛的侵略。

### 中国
《人民日报》刊载了副总理李先念的讲话、柬埔寨政府的广播声明以及题为《赤裸裸的海盗行径》的社论：
“柬埔寨人民为了捍卫自己国家的主权，对闯入柬埔寨领海的美国‘马亚克斯号’船加以扣留查问，这是完全正当的自卫措施。”

### 泰国
泰王国政府在这场危机中保持中立立场，反对美国使用泰国境内的烏打拋皇家海軍飛行場执行通岛战斗任务。但是美军利用越战期间形成的与泰国军方的特殊关系，无视泰国政府的立场，未经泰国政府允许使用该基地。5月15日泰国外交部长差猜宣称：
美方“侵犯了作为友邦的泰国”，泰国政府“将着手对泰美之间的所有关系和义务，一切形式的联系和义务，无论它们涉及经济还是军事事务或者其他，进行研究和审查，以便纠正这些联系和义务，使之适应目前形势。”
泰王国首相克立宣称：
“如果美国不理睬抗议，必须采取其他措施。我们无法保持超然，因为事关我国的尊严和声望”，并号召泰国民众和平抗议行动。

### 美国
美国国务院对泰王国政府的外交交涉，正式答复泰方：
对由此引起美泰之间误会、给泰国政府带来麻烦表示遗憾，声明美国坚持尊重泰国的主权和独立，不再重演此类事件，并盼望与泰国政府友好、和谐地进行合作。
美军在1976年7月全部撤离泰国。